# FK Hajduk Kula

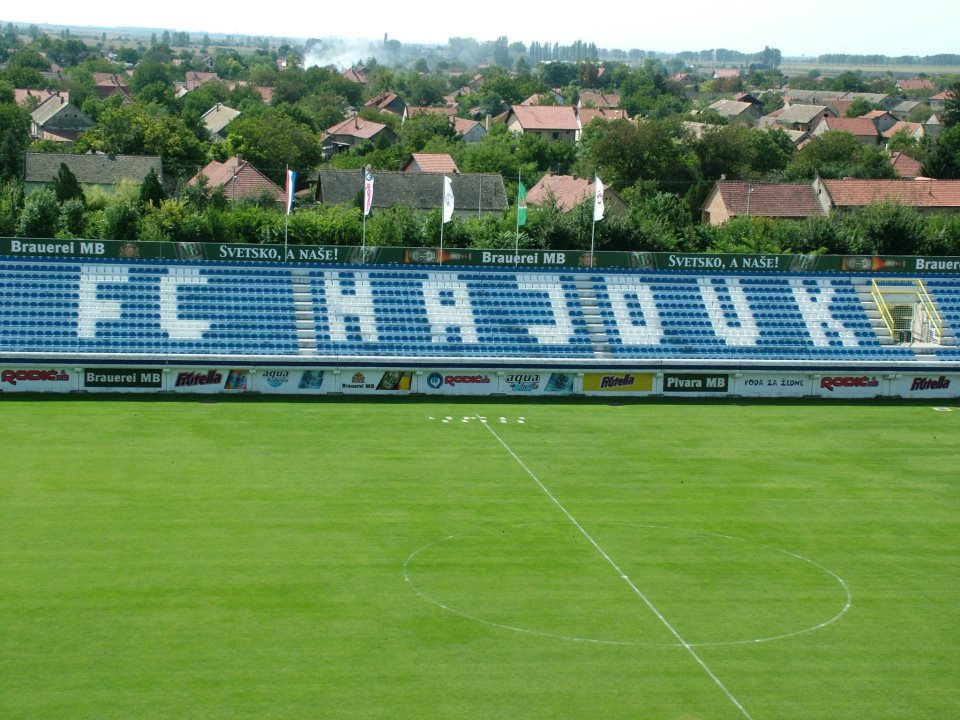
Hajduk Stadion

FK Hajduk Kula (Servisch: Фк Хајдук Кула) was een Servische voetbalclub uit Kula.
De club werd in 1912 opgericht als KAFK en nam zijn huidige naam in 1992 aan. In het Joegoslavische tijdperk kon de club nooit de hoogste klasse bereiken, maar sinds de ontmanteling van Joegoslavië was de club een vaste waarde in de hoogste klasse. Op 30 juli 2013 werd de club opgeheven vanwege financiële problemen.

## Kula in Europa
#Q = #kwalificatieronde, #R = #ronde, T/U = Thuis/Uit, W = Wedstrijd, PUC = punten UEFA coëfficiënten .
Uitslagen vanuit gezichtspunt FK Hajduk Kula
| Seizoen | Competitie    | Ronde        | Land               | Club           | Totaalscore | 1e W    | 2e W       | PUC |
| ------- | ------------- | ------------ | ------------------ | -------------- | ----------- | ------- | ---------- | --- |
| 1997    | Intertoto Cup | Groep 8      | Vlag van Zweden    | Halmstads BK   | 0-1         | 0-1 (T) |            | 0.0 |
|         |               | Groep 8      | Vlag van België    | SK Lommel      | 2-3         | 2-3 (U) |            | 0.0 |
|         |               | Groep 8      | Vlag van Finland   | Turun PS Turku | 2-1         | 2-1 (U) |            | 0.0 |
|         |               | Groep 8 (2e) | Vlag van Noorwegen | Kongsvinger IL | 2-0         | 2-0 (T) |            | 0.0 |
| 2006/07 | UEFA Cup      | 2Q           | Vlag van Bulgarije | CSKA Sofia     | 1-1         | 0-0 (U) | 1-1 (T)    | 1.0 |
| 2007    | Intertoto Cup | 2R           | Vlag van Slovenië  | NK Maribor     | 5-2         | 0-2 (U) | 5-0 (T)    | 0.0 |
|         |               | 3R           | Vlag van Portugal  | União Leiria   | 2-4         | 1-0 (T) | 1-4 nv (U) | 0.0 |

Totaal aantal punten voor UEFA coëfficiënten: 1.0

## Bekende (oud-)spelers
- Filip Kasalica
- Niša Saveljić